# Militärseelsorge

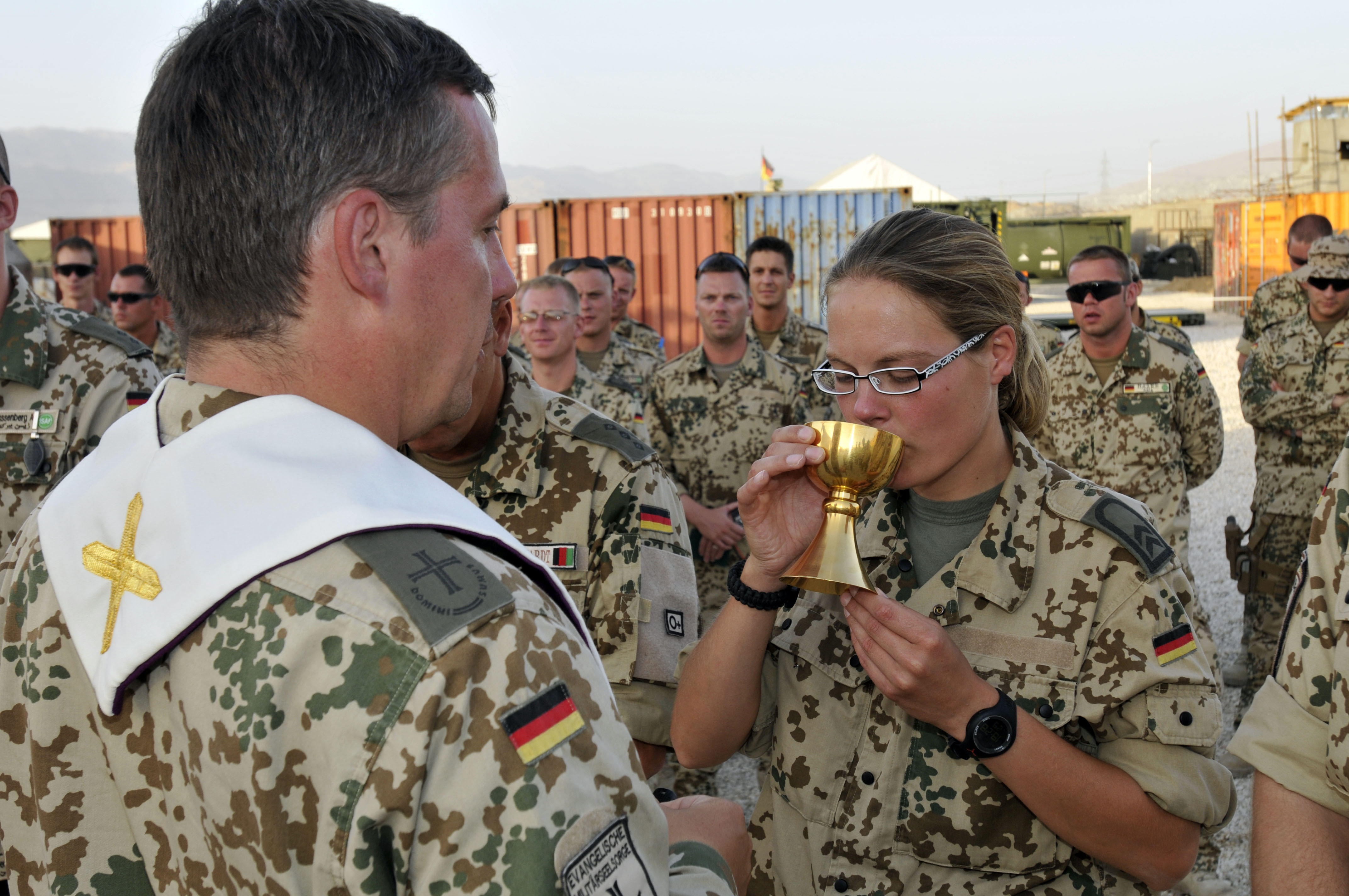
Deutscher Militärseelsorger in Afghanistan

Militärseelsorge ist eine Sammelbezeichnung für die Aktivitäten wie auch für die organisatorische Struktur von Kirchen und Religionsgemeinschaften im Militär. Sie ermöglicht den Soldaten, deren Familien und gegebenenfalls auch anderen Streitkräfteangehörigen die Ausübung ihrer Religion unter den besonderen Bedingungen soldatischen Dienstes. Militärgeistliche begleiten Soldaten auch bei ihren Einsätzen im In- und Ausland.

## Aufgaben
Den Militärseelsorgern der vertretenen Glaubensgemeinschaften obliegt die Durchführung religiöser Feiern und Riten, religiöse und ethische Bildung für ihre Religionszugehörigen sowie das persönliche Gespräch.

## Organisation
Organisation, Funktion und Einbindung der Militärseelsorge in die Streitkräfte sind von den rechtlichen und tatsächlichen Bedingungen in den einzelnen Staaten und Religionsgemeinschaften abhängig: Das Spektrum reicht von Mitbetreuung der Soldaten durch die zivile Seelsorge bis zu vollständig in die militärische Hierarchie integrierten Seelsorgern in Uniform.
In manchen Staaten gibt es eine Tendenz dahin, dass der Staat die Militärseelsorge vereinheitlicht, indem er überreligiöse Seelsorgeeinrichtungen (all souls ministry und force chaplains) schafft, also Seelsorger ohne Rücksicht auf Konfession oder Religion der einzelnen Soldaten einsetzt. Belgien stellt darüber hinaus Humanisten als Soldatenberater ein, die keinen Bezug zu einer Religionsgemeinschaft haben.

## Römisch-katholische Kirche
Im Reichskonkordat, Artikel 27, ließ sich die kath. Kirche die Unabhängigkeit (exsenpt) der Militärseelsorge garantieren. Durch das Kirchenrecht ist die Militärseelsorge, wie vom Zweiten Vatikanischen Konzil beschrieben, in „Militärvikariate“ gegliedert, die einer Diözese vergleichbar sind. Seit der apostolischen Konstitution Spirituali militum curae für die Ordnung der katholischen Militärseelsorge und der katholischen Militärordinariate bzw. Militärdiözesen von 1986 werden sie als Militärordinariat oder Militärdiözese bezeichnet. Eine weitere Untergliederung der Militärordinariate ist gesamtkirchlich nicht festgelegt und wird unterschiedlich gehandhabt.

## Kritische Stellungnahmen
Kritik an der Militärseelsorge gibt es von verschiedenen Institutionen, so unter anderem von der Informationsstelle Militarisierung und aus Kreisen der Ökumene. Zentraler Denkanstoß besteht in der Abwandlung der historischen Sentenz Si vis pacem para bellum zur Formulierung Si vis pacem para pacem („Wenn du den Frieden willst, bereite den Frieden vor“). Ähnliche Kritik kommt auch aus der internationalen ökumenischen Bewegung.